# Silisili
Silisili is een berg in Savai'i, Samoa.
De Silisili is het hoogste punt van Samoa.